# Gladiolus leonensis
Gladiolus leonensis är en irisväxtart som beskrevs av Wessel Marais. Gladiolus leonensis ingår i släktet sabelliljor, och familjen irisväxter.
Artens utbredningsområde är Sierra Leone. Inga underarter finns listade i Catalogue of Life.